# (3673) Levy
(3673) Levy – planetoida z pasa głównego asteroid okrążająca Słońce w ciągu 3 lat i 217 dni w średniej odległości 2,34 au Została odkryta 22 sierpnia 1985 roku w Lowell Observatory (Anderson Mesa Station) przez Edwarda Bowella. Nazwa planetoidy pochodzi od Davida Levy'ego (ur. 1948), kanadyjskiego astronoma amatora. Przed jej nadaniem planetoida nosiła oznaczenie tymczasowe (3673) 1985 QS.

## Naturalny satelita
W grudniu 2007 roku zidentyfikowano na podstawie analizy zmian krzywej blasku tej asteroidy okrążający ją księżyc, którego rozmiary wynoszą około 3 km. Obydwa składniki obiegają wspólny środek masy w czasie 21,67 dnia. Odległość między nimi to około 20 km.